# كم دو هن
كيم دو هون (مواليد 21 يوليو 1970)، لاعب كرة قدم كوري جنوبي سابق. لعب مع أندية تشونبك هيونداي موتورز وفيسيل كوبي ونادي سونغنام لكرة القدم. وقد لعب مع منتخب كوريا الجنوبية لكرة القدم في كأس العالم لكرة القدم 1998.

## روابط خارجية
- كيم دو هون – إحصائيات الفريق الوطني على اتحاد كوريا الجنوبية لكرة القدم (بالكورية)
- كم دو هن على موقع الاتحاد الدولي (مؤرشف)  (الإنجليزية)
- كم دو هن على موقع رابطة كرة القدم اليابانية للمحترفين (اليابانية)
- كم دو هن على موقع دوري كوريا الجنوبية (الإنجليزية)
- كم دو هن على موقع قاعدة بيانات كرة القدم.إي يو (الإنجليزية)
- كم دو هن على موقع ناشيونال فوتبول تيمز (الإنجليزية)
- كم دو هن على موقع أوليمبيديا (الإنجليزية)